# Mark Leonard Bartchak

Wappen

Mark Leonard Bartchak (* 1. Januar 1955 in Cleveland, Ohio) ist ein US-amerikanischer Geistlicher und römisch-katholischer Bischof von Altoona-Johnstown.

## Leben
Mark Leonard Bartchak empfing am 22. September 1980 die Diakonenweihe und der Koadjutorbischof von Erie, Michael Joseph Murphy, weihte ihn am 15. Mai 1981 zum Priester.
Papst Benedikt XVI. ernannte ihn am 14. Januar 2011 zum Bischof von Altoona-Johnstown. Der Erzbischof von Philadelphia, Justin Francis Kardinal Rigali, spendete ihm am 19. April desselben Jahres die Bischofsweihe; Mitkonsekratoren waren Joseph Victor Adamec, Altbischof von  Altoona-Johnstown, und Donald Walter Trautman, Bischof von Erie. Als Wahlspruch wählte er Christ Our Hope of Glory („Christus, unsere Hoffnung auf Herrlichkeit“).
Am 21. Juni 2021 berief ihn Papst Franziskus zudem zum Mitglied der Apostolischen Signatur.